# Küdinghoven

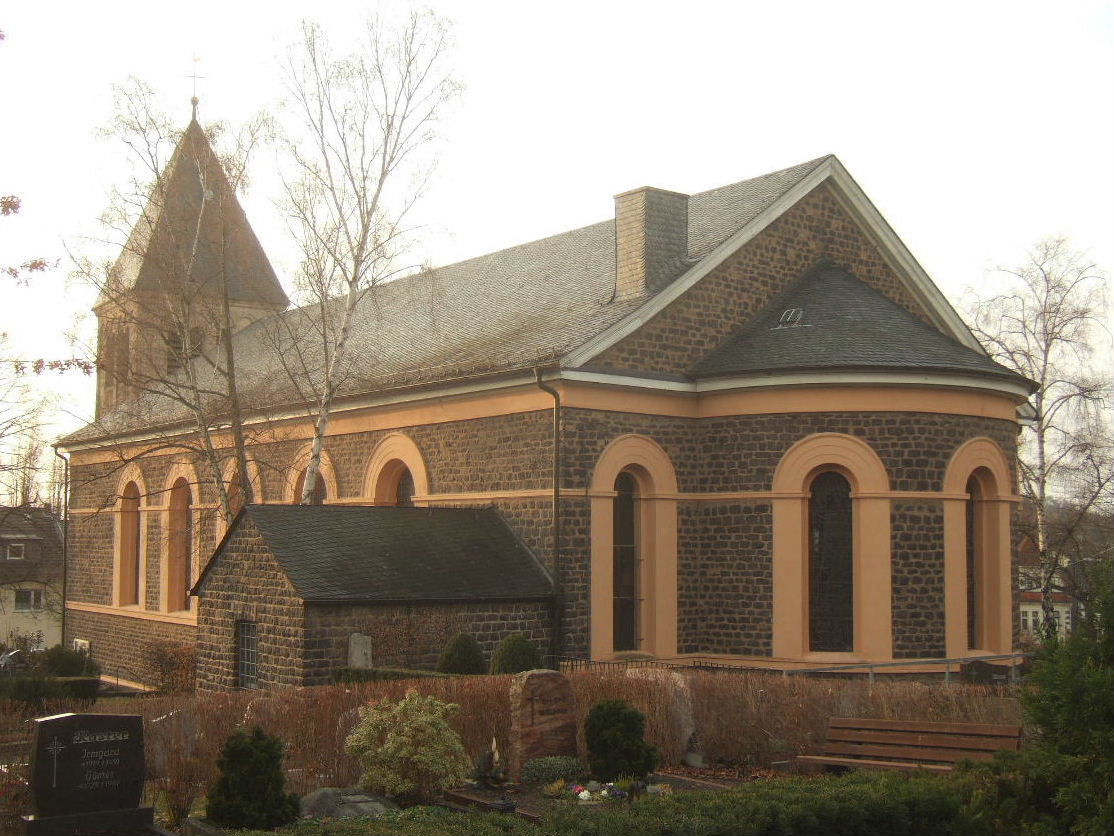
St. Gallus Kerk in Küdinghoven (februari 2011)

Küdinghoven is een wijk in het stadsdistrict Beuel te Bonn.